# 108P/Сиффрео
Комета Сиффрео (108P/Ciffreo) — короткопериодическая комета из семейства Юпитера, которая была обнаружена 8 ноября 1985 года французским астрономом Жаклин Сиффрео с помощью 0,9-метрового Шмидта. Она оценила её как объект 10,0 m звёздной величины. Более точные замеры показали, что её магнитуда, на самом деле, едва превышала 12,0 m, зато у кометы была обнаружена кома 2,5 ' угловых минут в поперечнике и небольшой хвост — около 2 ' угловых минут. Комета обладает довольно длинным периодом обращения вокруг Солнца — чуть более 7,2 года.

Орбита кометы Сиффрео и её положение в Солнечной системе

К 12 ноября британский астроном Брайан Марсден на основании двухдневных наблюдений рассчитал параболическую орбиту, согласно которой комета должна была пройти перигелий 8 октября на расстоянии 2,05 а. е. от Солнца под углом в 20 ° градусов. А к 18 ноября накопилось достаточно данных, чтобы его коллега Daniel W. E. Green, смог выполнить расчёты эллиптической орбиты. После некоторых уточнений, удалось установить, что комета прошла перигелий 30 октября на расстоянии 1,72 а. е. и имела период обращения 7,22 года.
В следующий раз комета должна была вернуться в перигелий в 23 января 1993 года. Комета была восстановлена 24 сентября 1992 года американским астрономом Джеймсом Скотти в обсерватории Китт-Пик. Она была описана как диффузный объект 18,0 m звёздной величины с хорошо различимым ядром магнитудой 20,6 m, а также комой 15 " угловых секунд в поперечнике и небольшим хвостом, простирающимся на 0,36 ' угловых минут к западу. Её точное положение указывало на то, что предсказанная дата перигелия нуждается в корректировке всего на +0,6 суток. Чуть позже японский астроном Цутому Сэки обнаружил комету на более ранних снимках, от 26 августа, 4 и 5 сентября 1992 года. Наблюдения за кометой продолжались вплоть до 26 февраля 1993 года.
Очередное возвращение ожидалось 18 апреля 2000 года, но новозеландские астрономы из обсерватории Маунт Джон смогли обнаружить её почти на полгода раньше — 10 ноября 1999 года. Хотя условия для наблюдений были благоприятными, комета не привлекла особого внимания астрономов и в период с декабря 1999 года по ноябрь 2000 года наблюдения за кометой не проводились. Всего за время видимости кометы было проведено около 15 наблюдений, которые сообщали о максимальной магнитуде кометы в 19,5 m. Последний раз комету видели 22 декабря 2000 года.

## Сближения с планетами
В XX веке комета дважды сближалась с Юпитером, ещё четыре таких же сближения ожидается в XXI веке.
- 0,41 а. е. от Юпитера	25 ноября 1958 года;
- 0,74 а. е. от Юпитера	10 августа 1983 года;
- 0,36 а. е. от Юпитера	12 июля 2018 года;
- 0,32 а. е. от Юпитера	10 марта 2053 года;
- 0,28 а. е. от Юпитера	19 декабря 2076 года;
- 0,30 а. е. от Юпитера	3 августа 2100 года.